# Sunipia nigricans
Sunipia nigricans är en orkidéart som beskrevs av Leonid Vladimirovitj Averjanov. Sunipia nigricans ingår i släktet Sunipia och familjen orkidéer.
Artens utbredningsområde är Vietnam. Inga underarter finns listade i Catalogue of Life.